# Bergen Challenger 1988
Il Bergen Challenger 1988 è stato un torneo di tennis facente parte della categoria ATP Challenger Series nell'ambito dell'ATP Challenger Series 1988. Il torneo si è giocato a Bergen in Norvegia dal 24 al 30 ottobre 1988 su campi in sintetico indoor.

## Vincitori

### Singolare
Tom Nijssen ha battuto in finale  Grant Connell con il punteggio di 6–3, 6–1

### Doppio
Petr Korda /  Cyril Suk hanno battuto in finale  Andrew Castle /  Tobias Svantesson con il punteggio di 7–6, 7–6